# Dans m'n ogen dicht
Dans m'n ogen dicht is een lied van de Nederlandse zangeres MEAU en de band Racoon. Het werd in 2022 als single uitgebracht en stond in 2023 als derde track op het album 22 van MEAU.

## Achtergrond
Dans m'n ogen dicht is geschreven door Bart van der Weide, Maarten van Damme en Meau Hewitt en geproduceerd door MEAU. Het is een lied uit het genre nederpop. Het lied gaat volgens de schrijvers van het lied over zowel de donkere als de lichte kanten van het leven. De artiesten brachten het lied voor het eerst ten gehore op muziekfestival Pinkpop in 2022, waar MEAU optrad. Bij dit optreden bracht Bart van der Weide een verrassingsgastoptreden en brachten ze samen het nieuwe lied ten gehore. Het lied werd bij NPO Radio 2 uitgeroepen tot NPO Radio 2 TopSong. De single heeft in Nederland de gouden status.
Het is de eerste keer dat de zangeres met de band samenwerkt. De samenwerking is tot stand gekomen nadat MEAU het lied De echte vent bewerkte als De echte vrouw en de opname van deze versie op mediaplatform TikTok deelde. Hierna werd de zangeres gevraagd of zij bij het voorprogramma van de band wilde optreden. Hierna bouwden de bandleden en de zangeres een muzikale relatie op, waar Dans m'n ogen dicht uitvloeide. De zangeres vertelde dat zij al graag met de band wilde samenwerken. Dit wilde zij omdat ze zich in zowel het muzikale als het persoonlijke vlak erg met de band kon vinden. Van der Weide vertelde bij het optreden op Pinkpop het volgende over MEAU: "Dit is Meau, en Meau is fucking fantastisch!".
In The Passion 2024 in Zeist zong William Spaaij een eigen versie van dit nummer.

## Hitnoteringen
De artiesten hadden succes met het lied in de Nederlandse hitlijsten. In de Top 40 piekte het op de 37e plaats en stond het vier weken in de lijst. Het kwam tot de 61e plek van de Single Top 100 en was acht weken in deze hitlijst te vinden.

### NPO Radio 2 Top 2000
| Nummer met noteringen in de NPO Radio 2 Top 2000 | '23  | '24  |
| ------------------------------------------------ | ---- | ---- |
| Dans m'n ogen dicht                              | 1543 | 1363 |

1. ↑  Een vetgedrukt getal geeft de hoogste notering aan.
2. ↑  2023 was het eerste jaar met een notering voor dit nummer.